# La Libertad (Huehuetenango)
La Libertad es un municipio del departamento de Huehuetenango de la región sur-occidente de la República de Guatemala.  Originalmente era la «Aldea Florida», próxima al poblado de «El Trapichillo», y fue convertido en municipio en la década de 1920 tras participar activamente en el proceso de derrocamiento del licenciado Manuel Estrada Cabrera; el Trapichillo es ahora una aldea del municipio.

## División política
El municipio tiene varios centros poblados. Entre los más importantes se pueden mencionar veintitrés aldeas y cuarenta caseríos:
| Categoría | Listado |
| --------- | --- |
| Aldeas    | 1. Cerro Grande 2. El Chicharro 3. El Aguacate 4. El Paraíso 5. El Bojonal 6. El Trapichillo 7. El Naranjo 8. Amapolar 9. Huicá 10. Palmira Nueva 11. Peña Roja 12. Palmira Vieja 13. San Felipe La Montaña 14. San Ramón La Montaña 15. El Chalum 16. El Sauce 17. El Jute 18. El Cenegal 19. El Rodeo 20. Santo Domingo Huica 21. El Cecilar 22. El Limar 23. Santo Domingo Las Flores |
| Caseríos  | 1. El Chipal 2. El Turbante 3. Ojo de Agua Peña Blanca 4. Buena Vista El Chipal 5. La Laguna del Chicharro 6. San Miguel Chicharro 7. El Aguacate II 8. La Cruz del Aguacate 9. La Montañita El Aguacate I 10. Ojo de Agua El Paraíso 11. El Chichicaste 12. Bojonalito Ixtatilar 13. Cerro Verde 14. El Mucal 15. El Ixtatilar 16. El Jocote 17. Loma de la Niña 18. Champen 19. El Naranjo II 20. Nueva Esperanza Huicá 21. La Cumbre de Huicá 22. El Malacate 23. El Matazano 24. Boqueroncito Peña Roja 25. La Hamaca 26. La Canoa 27. La Cipresada 28. La Barranca 29. Los Arroyos El Chalum 30. El Zarral El Chalum 31. Pozo de Piedra El Chalum 32. El Campamento 33. El Durazno 34. El Resumidero 35. El Bañadero 36. Ojo de Agua Santo Domingo Huica 37. La Experanza El Limar 38. El Jutal 39. El Jocotillo 40. El Cecilar Chiquito |

## Demografía
El municipio en 2022 tiene una población aproximada de 49 035 habitantes según el censo de población del año 2018 con una densidad de 471 personas por kilómetro cuadrado.

## Geografía física
El municipio de La Libertad tiene una extensión territorial de 104 km².

### Clima
El clima de la cabecera municipal de La Libertad tiene clima tropical (Clasificación de Köppen: Aw).
| Parámetros climáticos promedio de La Libertad | Parámetros climáticos promedio de La Libertad | Parámetros climáticos promedio de La Libertad | Parámetros climáticos promedio de La Libertad | Parámetros climáticos promedio de La Libertad | Parámetros climáticos promedio de La Libertad | Parámetros climáticos promedio de La Libertad | Parámetros climáticos promedio de La Libertad | Parámetros climáticos promedio de La Libertad | Parámetros climáticos promedio de La Libertad | Parámetros climáticos promedio de La Libertad | Parámetros climáticos promedio de La Libertad | Parámetros climáticos promedio de La Libertad | Parámetros climáticos promedio de La Libertad |
| Mes                                           | Ene.                                          | Feb.                                          | Mar.                                          | Abr.                                          | May.                                          | Jun.                                          | Jul.                                          | Ago.                                          | Sep.                                          | Oct.                                          | Nov.                                          | Dic.                                          | Anual                                         |
| --------------------------------------------- | --------------------------------------------- | --------------------------------------------- | --------------------------------------------- | --------------------------------------------- | --------------------------------------------- | --------------------------------------------- | --------------------------------------------- | --------------------------------------------- | --------------------------------------------- | --------------------------------------------- | --------------------------------------------- | --------------------------------------------- | --------------------------------------------- |
| Temp. máx. media (°C)                         | 29.4                                          | 30.2                                          | 31.9                                          | 33.0                                          | 32.5                                          | 30.8                                          | 30.3                                          | 30.5                                          | 29.6                                          | 29.0                                          | 28.6                                          | 28.8                                          | 30.4                                          |
| Temp. media (°C)                              | 21.9                                          | 22.5                                          | 23.6                                          | 25.1                                          | 25.3                                          | 24.6                                          | 24.3                                          | 24.3                                          | 24.0                                          | 23.5                                          | 22.3                                          | 21.9                                          | 23.6                                          |
| Temp. mín. media (°C)                         | 14.4                                          | 14.8                                          | 15.4                                          | 17.2                                          | 18.1                                          | 18.4                                          | 18.3                                          | 18.2                                          | 18.5                                          | 18.0                                          | 16.1                                          | 15.1                                          | 16.9                                          |
| Precipitación total (mm)                      | 14                                            | 9                                             | 12                                            | 33                                            | 107                                           | 315                                           | 221                                           | 226                                           | 327                                           | 205                                           | 49                                            | 23                                            | 1541                                          |
| Fuente: Climate-Data.org                      |                                               |                                               |                                               |                                               |                                               |                                               |                                               |                                               |                                               |                                               |                                               |                                               |                                               |

### Ubicación geográfica
La Libertad se encuentra en el departamento de Huehuetenango y a una distancia de 67 km de la cabecera departamental Huehuetenango. Al oeste colinda con México, mientras que al norte del municipio se encuentra el municipio de La Democracia, al este se encuentran los municipios de San Pedro Necta y San Ildefonso Ixtahuacán y al sur se encuentran los municipios de Cuilco y San Ildefonso Ixtahuacán; todos son municipios del departamento de Huehuetenango.
|               | Norte: La Democracia                   |                                                  |
| Oeste: México |                                        | Este: San Pedro Necta y San Ildefonso Ixtahuacán |
|               | Sur: Cuilco y San Ildefonso Ixtahuacán |                                                  |

## Gobierno municipal
Los municipios se encuentran regulados en diversas leyes de la República, que establecen su forma de organización, lo relativo a la conformación de sus órganos administrativos y los tributos destinados para los mismos.  Aunque se trata de entidades autónomas, se encuentran sujetos a la legislación nacional y las principales leyes que los rigen desde 1985 son:
| N.º | Ley                                                | Descripción |
| --- | -------------------------------------------------- | --- |
| 1   | Constitución Política de la República de Guatemala | Tiene una regulación legal específica para los municipios en los artículos 253 al 262. |
| 2   | Ley Electoral y de Partidos Políticos              | Ley de carácter constitucional aplicable a los municipios en el tema de la conformación de sus autoridades electas. |
| 3   | Código Municipal                                   | Decreto 12-2002 del Congreso de la República de Guatemala. Tiene la categoría de ley ordinaria y contiene preceptos generales aplicables a todos los municipios, e inclusive contiene legislación referente a la creación de los municipios.             |
| 4   | Ley de Servicio Municipal                          | Decreto 1-87 del Congreso de la República de Guatemala. Regula las relaciones entra la municipalidad y los servidores públicos en materia laboral. Tiene su base constitucional en el artículo 262 de la constitución que ordena la emisión de la misma. |
| 5   | Ley General de Descentralización                   | Decreto 14-2002 del Congreso de la República de Guatemala. Regula el deber constitucional del Estado, y por ende del municipio, de promover y aplicar la descentralización y desconcentración económica y administrativa.                                |

El gobierno de los municipios está a cargo de un Concejo Municipal mientras que el código municipal —ley ordinaria que contiene disposiciones que se aplican a todos los municipios— establece que «el concejo municipal es el órgano colegiado superior de deliberación y de decisión de los asuntos municipales […] y tiene su sede en la circunscripción de la cabecera municipal»; el artículo 33 del mencionado código establece que «[le] corresponde con exclusividad al concejo municipal el ejercicio del gobierno del municipio».
El concejo municipal se integra con el alcalde, los síndicos y concejales, electos directamente por sufragio universal y secreto para un período de cuatro años, pudiendo ser reelectos.
Existen también las Alcaldías Auxiliares, los Comités Comunitarios de Desarrollo (COCODE), el Comité Municipal del Desarrollo (COMUDE), las asociaciones culturales y las comisiones de trabajo. Los alcaldes auxiliares son elegidos por las comunidades de acuerdo a sus principios y tradiciones, y se reúnen con el alcalde municipal el primer domingo de cada mes, mientras que los Comités Comunitarios de Desarrollo y el Comité Municipal de Desarrollo organizan y facilitan la participación de las comunidades priorizando necesidades y problemas.
Los alcaldes que ha habido en el municipio han sido:
| Año  | Nombre | Obras |
| ---- | --- | ----- |
| 2016 | Carlos Darinel Aguirre fue uno de los alcaldes que mayor cantidad de obras hizo en el municipio en tan solo un año que Dios le permitió estar en la dirección del municipio. |       |

## Historia

### Tras la Independencia de Centroamérica
Tras la Independencia de Centroamérica, la constitución política del Estado de Guatemala decretada el 11 de octubre de 1825 dividió al Estado en once distritos para la impartición de justicia; de esta cuenta, el Trapichillo era parte del circuito de Huehuetenango en el distrito N.º 9 (Totonicapán) junto con Chiantla, Nectá y Usumacinta, Aguacatán, Chalchitán, la Cordillera, Moscoso, Todos Santos, San Martín, Guaylá, Colotenango, San Ildefonso Ixtahuacán, Ichil, Santa Bárbara, Malacatán, San Ramón, San Lorenzo, Santa Isabel, San Sebastián, San Juan Atitán y Santiago Chimaltenango.

### El efímero Estado de Los Altos

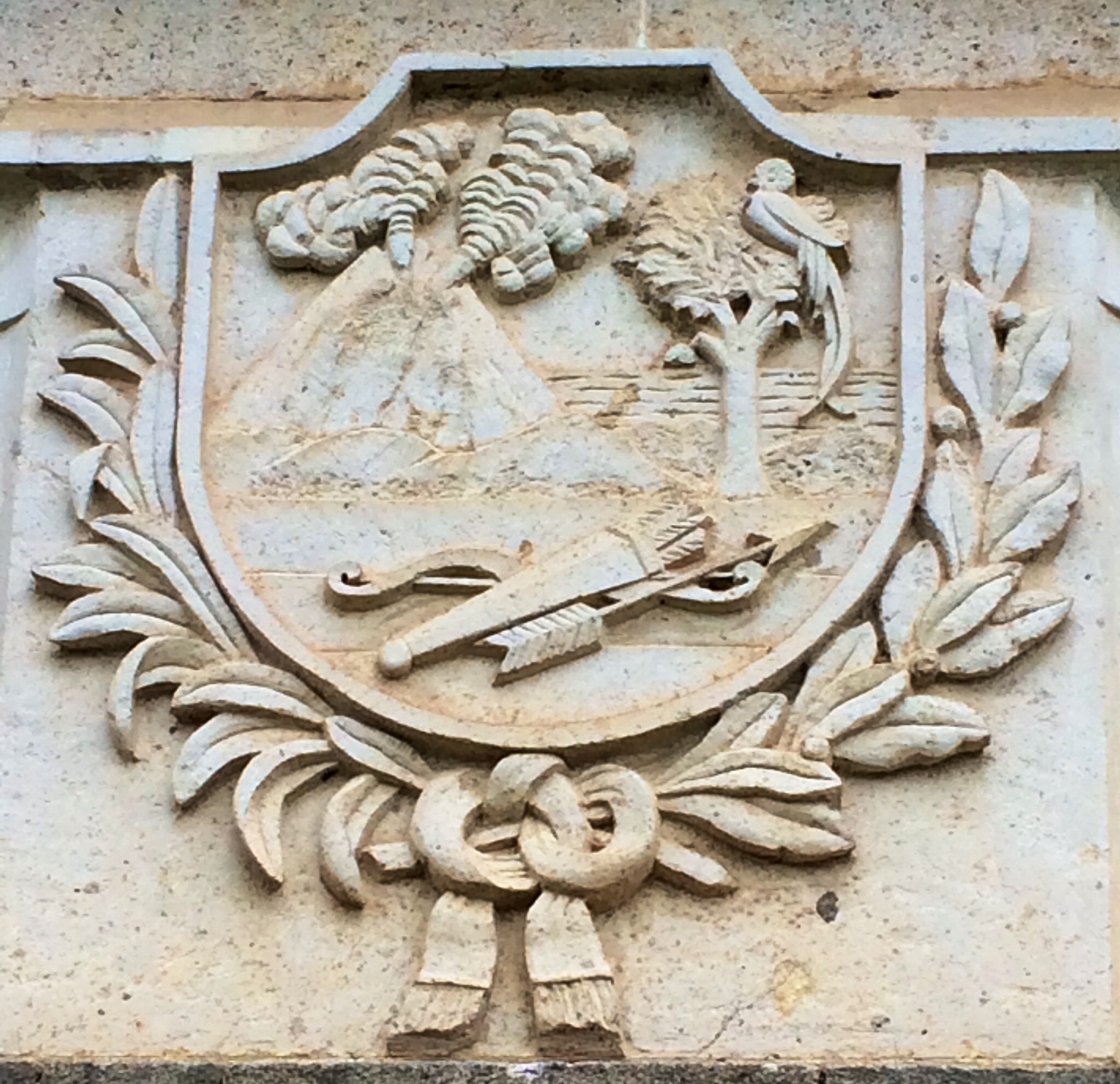
Escudo del Estado de los Altos

A partir del 3 de abril de 1838, el poblado del Trapichillo fue parte de la región que formó el efímero Estado de Los Altos y que forzó a que el Estado de Guatemala se reorganizara en siete departamentos y dos distritos independientes el 12 de septiembre de 1839:
- Departamentos: Chimaltenango, Chiquimula, Escuintla, Guatemala, Mita, Sacatepéquez, y Verapaz
- Distritos: Izabal y Petén[9]

La región occidental de la actual Guatemala había mostrado intenciones de obtener mayor autonomía con respecto a las autoridades de la ciudad de Guatemala desde la época colonial, pues los criollos de la localidad consideraban que los criollos capitalinos que tenían el monopolio comercial con España no les daban un trato justo.  Pero este intento de secesión fue aplastado por el general Rafael Carrera, quien reintegró al Estado de Los Altos al Estado de Guatemala en 1840.

### Gobierno del licenciado Manuel Estrada Cabrera
La cabecera municipal era llamada anteriormente «Aldea Florida» y estaba próxima al Traphicillo; la formación del municipio de la Liberatd surge a principios del siglo xx cuando los residentes de la localidad se alzaron en armas contra el gobierno del licenciado Manuel Estrada Cabrera. Los pobladores del departamento entero de Huehuetenango se rebelaron contra el régimen liberal, al que consideraban tiránico, con la ayuda de exiliados guatemaltecos que residían en Chiapas, México. El 20 de septiembre de 1915 los revolucionarios tomaron el poblado de Florida y lucharon contra las fuerzas de Estrada Cabrera pero no ganaron la batalla.
Tras el derrocamiento del presidente en abril de 1920, los pobladores de la aldea Florida consiguieron que el gobierno de facto del general José María Orellana elevara a la comunidad a la categoría de municipio el 7 de junio de 1922 con el nombre de «La Libertad», en honor al sacrificio realizado en 1915.
El 13 de junio de 1924 la aldea La Democracia fue separada del municipio de La Libertad y elevada a la categoría de municipio.